# Alldeutscher Verband
Alldeutscher Verband (traducibile in «Lega Pangermanica» o «Unione di Tutti i Tedeschi») fu un'organizzazione nazionalista tedesca di estrema destra attiva tra il 1891 e il 1939, che sosteneva la politica imperiale tedesca e promuoveva il pangermanismo. Il suo primo presidente fu Ernst Hasse, a cui successe Heinrich Class nel 1908. Tra i membri fondatori annoverava anche Emil Kirdorf, uno dei maggiori imprenditori dell'industria mineraria per l'estrazione del carbone sorta nel bacino della Ruhr, che si sarebbe distinto per il suo sostegno al nazionalsocialismo. L'organizzazione si disciolse nel 1939 quando confluì nel Partito Nazista.

## Origini
La lega nacque nel 1891 per protestare contro il trattato di Helgoland-Zanzibar siglato l'anno precedente tra l'Impero tedesco e quello britannico. L'accordo aveva definito la sfera d'influenza reciproca dei due imperi sulle colonie dell'Africa Orientale assicurando ai britannici il controllo senza interferenze della costa keniota e ai tedeschi quello dell'Africa Orientale Tedesca (ora Tanzania).
Tra le varie contropartite, il Regno Unito aveva ceduto ai tedeschi l'arcipelago di Helgoland nel Mare del Nord in cambio della rinuncia delle pretese tedesche sul sultanato di Zanzibar che divenne formalmente un protettorato britannico. Il controllo dell'isola di Zanzibar assicurava agli inglesi anche quello delle tratte commerciali nell'Africa Orientale.

## Ideologia e influenza politica
L'Alldeutscher Verband paventava il progressivo indebolimento della Germania a seguito delle decisioni errate dei suoi governanti. Un elemento centrale dell'ideologia di questa organizzazione nazionalista era, infatti, l'adesione alle teorie del darwinismo sociale che l'avrebbero portata, negli anni successivi, a sostenere apertamente politiche di "igiene razziale", razzismo e antisemitismo.
Le agitazioni della lega pangermanica influenzarono il governo tedesco ad orientarsi verso una linea interventista che abbandonasse la politica estera ereditata da Bismarck che mirava - dopo la vittoria nella guerra franco-prussiana (1870-1871) e l'unificazione della Germania - ad accrescere l'influenza coloniale tedesca mantenendo nel contempo una situazione di status quo in Europa che evitasse una guerra aperta con le altre potenze.

## Prima guerra mondiale e dopoguerra
L'influenza sul governo crebbe enormemente durante la prima guerra mondiale quando la lega si oppose ad ogni tentativo di democratizzazione del Reich e fece pressioni per proseguire indefinitamente la guerra sottomarina. Quando, alla fine del 1917, la maggioranza del parlamento tedesco, conscia che gli Imperi centrali non avrebbero potuto vincere una guerra a lungo protratta, era favorevole a trattare la pace, alcuni rappresentati dell'organizzazione fondarono il Vaterlandspartei, un partito politico che sosteneva, al contrario, il prosieguo delle ostilità.
Terminata la Grande Guerra, l'Alldeutscher Verband sostenne le accuse del generale Erich Ludendorff contro i parlamentari democratici e socialisti considerati traditori della Germania e i veri responsabili, al contrario dell'esercito, della sconfitta tedesca. L'opera di propaganda sostenuta dai nazionalisti tedeschi, prese il nome di dolchstoßlegende e avrebbe contribuito a consolidare il sostegno popolare nei confronti dell'emergente Partito Nazista.